# Битва за Лусон
Битва за Лусон — часть военной операции по освобождению Филиппин, проводившаяся вооружёнными силами США и Великобритании 9 января — 15 августа 1945 года. Завершилась победой союзников, которым  к марту 1945 года удалось взять под контроль все стратегически и экономические районы Лусона. 

## Стратегическая ситуация
Филиппинские острова имели большое стратегическое значение, их захват Японией ставил под угрозу положение США в тихоокеанском регионе. К октябрю 1941 года на Филиппинах были сосредоточены значительные силы — 227 самолётов и 135 000 солдат американо-филиппинской армии. Несмотря на это, Лусон, крупнейший остров Филиппинского архипелага, был захвачен Японской империей в 1942 году в ходе Филиппинской операции. Американские войска потеряли более 100 000 человек пленными.
Через несколько месяцев после этих событий Макартур выразил мнение о необходимости освобождения Филиппин. Главнокомандующий Тихоокеанским флотом США Честер Нимиц и Главнокомандующий ВМС США Эрнест Кинг возражали, заявляя о необходимости достижения стратегического перевеса в войне с Японией. Макартуру пришлось ждать два года, прежде чем осенью 1944 года началась операция по освобождению Филиппин. Операция началась с захвата острова Лейте и продолжилась захватом Миндоро и, вскоре, Лусона.

## Подготовка операции
Перед началом атаки на Лусон американской армии необходимо было подготовить плацдарм. Таким плацдармом послужил находящийся к югу от Лусона остров Миндоро, который был взят в декабре 1944 года. К концу декабря на нём были оборудованы два аэродрома. Для высадки десанта Макартуром был выбран район севернее Манилы, залив Лингаен. Высадку на Лусон обеспечивали 6-я армия под командованием генерала Уолтера Крюгера, 7-й флот и 3-е соединение десантных сил Тихоокеанского флота.
Подготовка к высадке десанта началась с вторжения в Лингаенский залив при поддержке крупного соединения американского флота под командованием вице-адмирала Олдендорфа, в состав которого входили 6 линкоров, 10 эсминцев, 12 эскортных авианосцев и 63 тральщика. Контроль над заливом был установлен ценой значительных потерь для американского флота от действий японских пилотов-смертников. 4-5 января 3-й флот ВМФ США нанёс серию ударов по аэродромам на Формозе, в результате чего японская авиация на Лусоне не смогла получить подкреплений с севера. 6-7 января американская авиация смогла вывести из строя большинство аэродромов Лусона, за исключением северной части острова.

### Отвлекающая операция
Американская авиация осуществляла разведку и бомбардировку южной части острова, рассчитывая убедить противника в том, что высадка десанта будет на Лусон начнётся с юга. Тральщики занимались расчисткой бухт к югу от Лусона. Филиппинские партизаны провели несколько операций на юге острова. Эти меры не помогли ввести в заблуждение генерала Ямаситу, который отвёл войска на заранее подготовленные оборонительные позиции в горных районах, окружавших залив Лингаен на севере острова.

## Операция на острове
К рассвету 9 января транспортные корабли в заливе Лингаен заняли положение для высадки десанта. Первый эшелон не встретил значительного сопротивления, и к исходу дня плацдарм удалось расширить на глубину 5 километров. 10 января американский флот в заливе продолжал нести потери от атак камикадзе — было повреждено 43 судна и 4 потоплено.

### Взятие Манилы
В течение нескольких дней был высажен десант численностью 175 000 человек на 32-километровой полосе. Пока 1-й корпус сковывал силы японцев на северо-восточных высотах, 14-й корпус под командованием генерала Оскара Грисволда продвигался на юг в сторону Манилы несмотря на опасение Крюгера насчёт слабо защищённого восточного фланга. Наступление не встречало значительного сопротивления до 23 января, когда достигло авиабазы Кларк, где бои продолжались до конца января. 29 января 7-е соединение амфибийных сил высадило на западное побережье Лусона дополнительный десант численностью 30 000 человек.
3 февраля части 1-й кавалерийской дивизии захватили мост через реку Таллахан в непосредственной близости от Манилы. Они вошли в город вечером этого же дня, 4 февраля к Маниле вышел 14-й корпус. Манилу оборонял японский гарнизон численностью 21 000 человек. В ходе упорных уличных боёв, длившихся в течение месяца, столица была взята.
Потери при взятии Манилы составили 1010 американских солдат, 3079 филиппинцев и 12 000 японцев. Столица Филиппин сильно пострадала: уничтожена или повреждена бо́льшая часть зданий, система общественного транспорта полностью разрушена, нарушены водо- и электроснабжение, разрушены 39 из 100 мостов.

### Продолжение операции
15 февраля десант был высажен на побережье полуострова Батаан. Ожесточённые бои за остров-крепость Коррехидор и небольшие острова у входа в Манильскую бухту затянулись до апреля.
Операция по захвату бухты и порта началась за три недели до падения Манилы. 16 февраля парашютным и морским десантом была атакована крепость Коррехидор, которую удалось взять лишь к началу марта из-за упорного сопротивления пятитысячного японского гарнизона.
Захват небольших островов у входа в Манильскую бухту затянулся до апреля. До 13 апреля не удавалось взять форт Драм, бетонную островную крепость известную под названием «бетонный линкор», расположенную на входе в Манильский залив. После продолжительной бомбардировки с воздуха и артиллерийского обстрела с моря американцам удалось попасть на палубу форта. Они уничтожили японский гарнизон, закачав через вентиляционные отверстия 11 000 литров горючей смеси.

## Результаты
Все ключевые пункты острова были заняты к началу марта 1945 года. Соединения 6-й армии окончательно оттеснили в горные районы Лусона оставшиеся силы японцев численностью в 170 000 человек. Большая часть уцелевших японских солдат в количестве 61 100 человек сдалась в плен после объявления о капитуляции Японии, но отдельные небольшие группы продолжали вооружённое сопротивление на протяжении нескольких месяцев и даже лет после окончания войны.
Японская сторона понесла серьёзные потери — 205 535 человек погибшими (бо́льшая часть приходится на смерть от болезней и голода) и 9050 пленными. Число жертв среди гражданского населения, по разным оценкам, составило от 120 000 до 140 000, из них около 100 000 погибло в ходе штурма Манилы.